# Calega Panzan
Calega Panzan (o Panzano) (...1248-1313...) fou un comerciant de teles, polític i trobador genovès. Se'n conserva un únic sirventès, escrit en occità.
Calega Panzan es troba documentat, com a membre de la rica família de comerciants de teles Panzano, entre 1248 (quan ja tindria edat legal per signar documents) i 1313. Segons aquests documents, tenia un germà anomenat Corrado que feia negocis amb ell. Els seus interessos s'estenien per diverses ciutats i fins a Síria.
Se'n conserva només un sirventès polític on ataca Carles d'Anjou i el clergat güelf i defensa Conradí de Sicília (Conradí el Jove, de Suàbia, de la família dels Hohenstaufen) i els gibel·lins. El sirventès s'ha datat dels primers mesos de 1268, quan Conradí havia emprès l'expedició per Itàlia. En el sirventès desitja la victòria de Conradí i la desfeta del partit papal (cosa que no es produí; vegeu Batalla de Tagliacozzo), i ataca el clergat per ocupar-se d'assassinar cristians i, en canvi, no defensar la cristiandat a Terra Santa. Es refereix a la matança de Sant'Ellero (el 1267, quan els francesos van matar molts gibel·lins) i a altres fets contemporanis.

## Obra
- (107,1)[2] Ar es sazos c'om si deu alegrar

### Repertoris
- Alfred Pillet / Henry Carstens, Bibliographie der Troubadours von Dr. Alfred Pillet […] ergänzt, weitergeführt und herausgegeben von Dr. Henry Carstens. Halle : Niemeyer, 1933 [Calega Panzan és el número PC 107]